# 科庫特基夫齊
49°40′28″N 25°23′34″E / 49.67444°N 25.39278°E
科庫特基夫齊（羅馬化：Kokutkivtsi）是烏克蘭的村落，位於該國西部捷爾諾波爾州，由捷尔诺波尔区負責管轄，處於內斯泰里夫卡河右岸，距離內斯泰里夫齊和維瑟皮夫齊0.5公里，始建於1816年，面積1.14平方公里，2001年人口133。